# Branko Jeren
Branko Jeren (Zagreb, 27. ožujka 1951.), hrvatski znanstvenik, rektor Sveučilišta u Zagrebu od 1998. do 2002. godine, redoviti profesor na Fakultetu elektrotehnike i računarstva, jedan je od osnivača CARNeta.
Diplomirao je na Elektrotehničkom fakultetu Sveučilišta u Zagreba, doktorirao 1984. godine.
Redovni profesor elektrotehnike na Fakultetu elektrotehnike i računarstva 1996. godine. 
Boravio je na dodatnoj izobrazbi na sveučilištima u SAD-u, Velikoj Britaniji i Njemačkoj. Obavljao je brojne političke dužnosti od 1991., među ostalim, bio je ministar znanosti i tehnologije 1993. – 1995., savjetnik Predsjednika RH od 1996. do 1998. godine itd.  
Bio je član nadzornih odbora Zračne luke Zagreb, Školske knjige d.d., Plive d.d. i Imunološkog zavoda u Zagrebu. Jedan je od utemeljitelja sveučilišne računalne mreže CARNet. 
U znanstvenom radu bavi se računalnim inženjerstvom, posebice digitalnom obradbom signala. Njegov Erdősov broj je 3.Dobio je nagrade za svoj rad. 